# TACAM R-2
TACAM R-2 (rum. Tun Anticar pe Afet Mobil – samobieżne działo przeciwpancerne) – rumuński niszczyciel czołgów z czasów II wojny światowej. Zbudowany na podwoziu czołgu lekkiego R-2 przez usunięcie wieży i zamontowanie podstawy pod zdobyczne działo ZiS-3 kalibru 76,2 mm. Działo osłonięte było z trzech stron pancerną nadbudówką. Z 20 zbudowanych egzemplarzy, do dziś zachował się tylko jeden. Pojazdy te wzięły udział w ataku na Budapeszt i Pragę.

## Konstrukcja
W grudniu 1942 roku było oczywiste, że lekkie rumuńskie czołgi R-2 nie są w stanie skutecznie walczyć ze średnimi czołgami radzieckimi i konieczne są zmiany, by przedłużyć ich taktyczny żywot. Zdecydowano, by wzorem niemieckich Marderów i rumuńskich TACAM T-60 (podówczas wciąż w fazie rozwoju), przebudować je na niszczyciele czołgów. W 1943 roku z jednego R-2 zdjęto wieżę, by wypróbować taką możliwość. Na tym prototypowym egzemplarzu zabudowano podstawę, na której zamontowano pozbawione własnego podwozia zdobyczne 76,2 mm działo F-22, wyposażone w niemieckie i rumuńskie przyrządy celownicze, dostosowane do nowej rumuńskiej amunicji. Wokół działa zbudowano przedział bojowy, wykorzystując pancerze zdobycznych czołgów sowieckich. Testy pod koniec 1943 roku wykazały, że działo nie przeciążało podwozia, lecz jego zasięg efektywny przeciwko czołgom T-34 wynosił zaledwie 500–600 m. Planowano przeróbkę 40 jednostek w zakładach Leonida w Bukareszcie, lecz, ponieważ Niemcy nie przekazali jeszcze siłom rumuńskim czołgów, które miały zastąpić w linii wycofywane R-2, prac nie można było rozpocząć natychmiast. Opóźnienie pozwoliło za to zmienić armatę F-22 na silniejszą ZiS-3 w działach produkowanych seryjnie.
Proponowano też jeszcze silniejsze uzbrojenie pojazdów, tak by mogły zagrozić ciężkim czołgom IS-2. W tym celu rozważano użycie rumuńskiej armaty Reșița Model 1943 kal. 75 mm lub niemieckiej kal. 88 mm, ale zamiaru tego nie udało się zrealizować przed sierpniem 1944, gdy Rumunia przeszła na stronę aliancką.

## Budowa
TACAM R-2 wykorzystywał podwozie czołgu lekkiego R-2, w którym na miejscu wieży zamontowano przedział bojowy z działem ZiS-3, wykonany z płyt pancernych pochodzących ze zdobytych radzieckich czołgów BT-7 i T-26. Boczne ściany miały grubość 10–17 mm. Kadłub nie uległ większym zmianom w porównaniu do bazowego R-2 – miał pancerz o grubości 8 do 25 mm, a w przedniej części, wciąż zamontowany, karabin maszynowy Besa kal. 7,92 mm. Działo mogło przekraczać rowy o szerokości do 2 m, brody o głębokości do 0,8 m i wspiąć się na półmetrową przeszkodę.
Armata miała kąt ostrzału 30° w poziomie, kąt podniesienia +15° do −5°. Zapas amunicji wynosił 30 pocisków – 21 burzących i 9 przeciwpancernych.

## Zastosowanie bojowe
Zakłady Leonida rozpoczęły prace pod koniec lutego 1944 roku i w końcu czerwca ukończyły pierwszą serię 20 przebudowanych pojazdów. Produkcję wstrzymano, ponieważ uważano, że armata jest nieskuteczna przeciw ciężko opancerzonym czołgom IS-2, znajdującym się na wyposażeniu Rosjan. 10 dział weszło w skład 63. kompanii TACAM w lipcu 1944 roku i zostało przydzielonych do 1. Szkolnej Dywizji Pancernej. Nie zostały użyte bojowo aż do przewrotu, którego dokonał król Michał I, w następstwie którego Rumunia przeszła na stronę koalicji antyhitlerowskiej. Z początkiem września, kompania 12 pojazdów została przydzielona do Oddziału Wydzielonego Niculescu, gdy jednostkę tę wysłano w pośpiechu na północ do obrony granicy transylwańskiej przed kontrofensywą sił Osi z terenu Węgier. Gdy 29 września oddział Niculescu wszedł w skład tworzonej ad hoc „Grupy Pancernej”, dołączono do niego 4 następne działa. Zadaniem „Grupy Pancernej” było natarcie i oczyszczenie z przeciwnika północnej Transylwanii. Po zakończeniu tej operacji i wyparciu wszystkich wrogich oddziałów z terytorium rumuńskiego 25 października 1944 roku, Grupę rozwiązano.
12 pojazdów wcielono do 2. Pułku Pancernego, gdy wysłano go na front czechosłowacki w lutym 1945 roku. Oddziały sowieckie natychmiast przejęły większość dział TACAM R-2 w zamian za kilka zdobycznych czołgów niemieckich, ale 31 marca raporty wykazują 2 działa zdolne do akcji, a 24 kwietnia 2 były wciąż w służbie. Jedno z nich zostało zniszczone przed 30 kwietnia, a drugie – uszkodzone podczas operacji wymiatających przeciw oddziałom niemieckim w okolicach Brna w maju. Gdy pułk wrócił do Bukaresztu 14 maja 1945 roku, nie miał na stanie żadnego pojazdu tego typu.
Jedyny zachowany egzemplarz znajduje się w kolekcji Narodowym Muzeum Wojskowym w Bukareszcie.